# Ленинградская высшая коммунистическая сельскохозяйственная школа имени С. М. Кирова
Ленинградская высшая коммунистическая сельскохозяйственная школа имени С. М. Кирова — высшее учебное заведение, существовавшее с 1921 по 1938 год для подготовки высококвалифицированных кадров партийных, научных и педагогических работников.

## Основная история
19 февраля 1922 года решением Агитационной коллегии Северо-Западного бюро ЦК РКП(б) в Петрограде была создана Петроградская областная школа советских и партийных работников имени Клары  Цеткин, являющаяся заочной советской партийной школы 2-й ступени. С 1922 по 1930 год школа имени Клары Цеткин в учебной и административно-хозяйственной части подчинялось  Петроградскому губернскому политпросвету, общее руководство школой с 1922 по 1927 год осуществлялось Северо-Западным бюро ЦК РКП(б) а с 1927 по 1930 год — Ленинградским областным комитетом КПСС. Основной задачей школы являлась подготовка кадров советских и партийных работников для губерний Карелии и Северо-Запада. В 1922 году в состав школы имени Клары Цеткин влились слушатели закрытой Центральной политической школы губернского комитета РКСМ и Петроградских областных курсов политпросветработников.
В 1930 году на основании решения ЦК ВКП(б) «о реорганизации областных советских партийных школ в областные коммунистические вузы» Ленинградская областная школа советских и партийных работников имени Клары  Цеткин была реорганизована в Ленинградский областной коммунистический университет, основной задачей которой являлась подготовка руководящих советских и партийных работников и преподавателей-пропагандистов. Коммунистический университет перешёл в ведение Комитета по заведованию учёными и учебными заведениями ЦИК СССР.
20 декабря 1932 года на основании решения ЦК ВКП(б) «о реорганизации коммунистических вузов в высшие коммунистические сельскохозяйственные школы» Ленинградский областной коммунистический университет был переименован  в Ленинградскую высшую коммунистическую сельскохозяйственную школу. В 1934 году высшей школе было присвоено имя С. М. Кирова. 
Высшая школа находилась в ведении сельскохозяйственного отдела ЦК ВКП(б) и в ведении Комитета по руководству высшими сельскохозяйственными школами при ЦК ВКП(б) и ЦИК СССР. Высшая школа была создана для подготовки руководящих кадров для районных советских и партийных организаций, организаторов в области животноводства, агрономии и сельскохозяйственной техники, руководителей МТС, совхозов и колхозов, руководителей социалистических сельскохозяйственных предприятий Ленинградской области. В основную структуру высшей школы входили три учебных отделения: комсомольское (одногодичное), сельскохозяйственное (двухгодичное) и  партийно-советское (трехгодичное). В состав высшей школы были включены курсы пропагандистов Ленинградского обкома и четырёхмесячные подготовительные курсы для рабочих и колхозников, не имеющих необходимой общеобразовательной подготовки.
В 1938 году постановлением СНК СССР  Ленинградская высшая коммунистическая сельскохозяйственная школа имени С. М. Кирова была закрыта.

## Размещение учебного заведения
С 1922 года Ленинградская высшая коммунистическая сельскохозяйственная школа имени С. М. Кирова  размещалась в здании Дома призрения по Улице Комсомола дом 4, построенного архитектором  П. Ю. Сюзором в 1877 году. В 1938 году высшая школа была переведена в здание Особняка Гамбса по улице Ракова дом 17, построенный в 1836 году архитекторами Гаральдом Боссе и Людвигом Бонштедтом и перестроенный в 1892 году  архитектором Юлием Бенуа

Здания высшей школы с 1922 по 1938 год
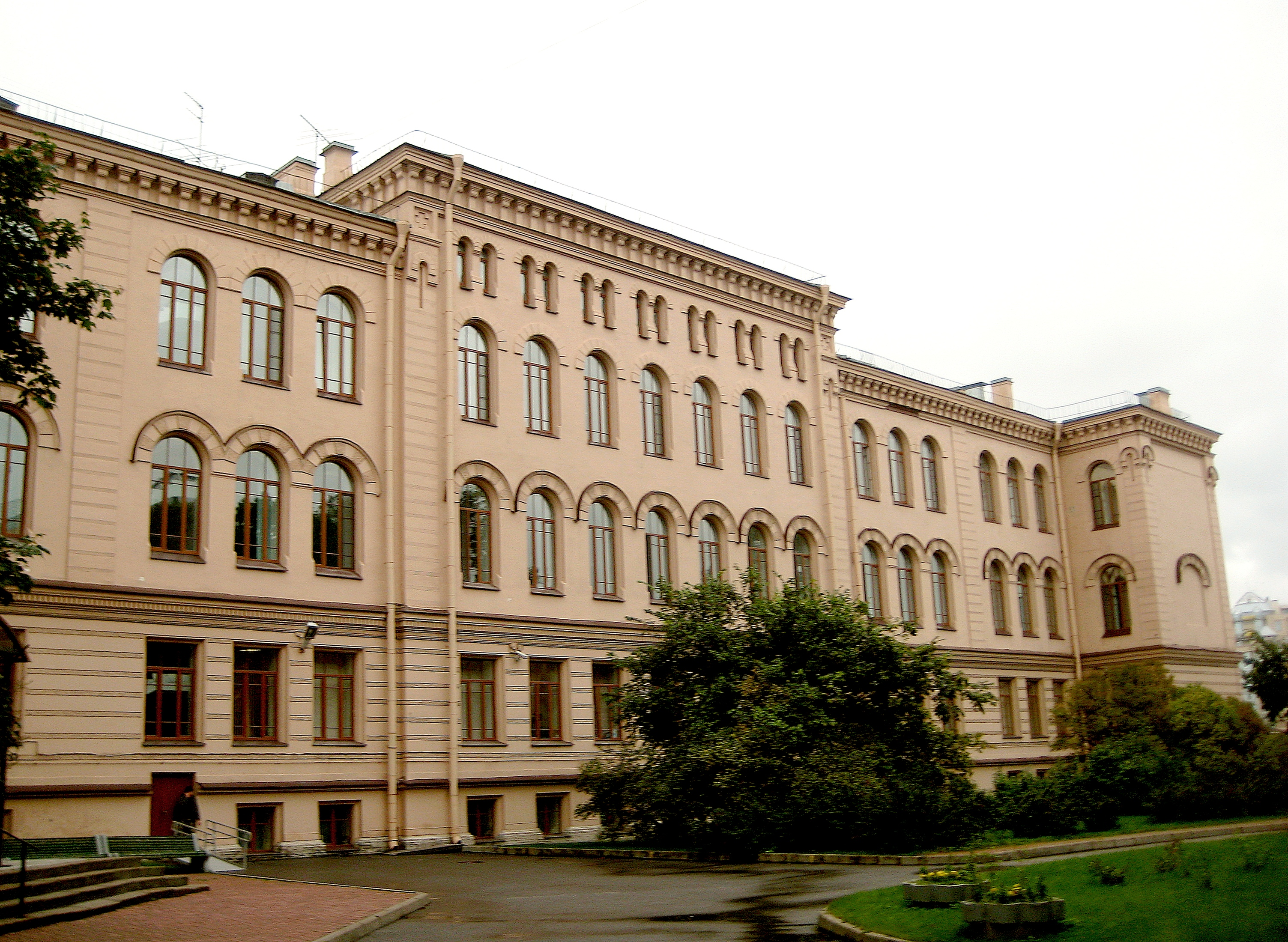
Дом призрения А. И. Тименкова и В. А. Фролова.
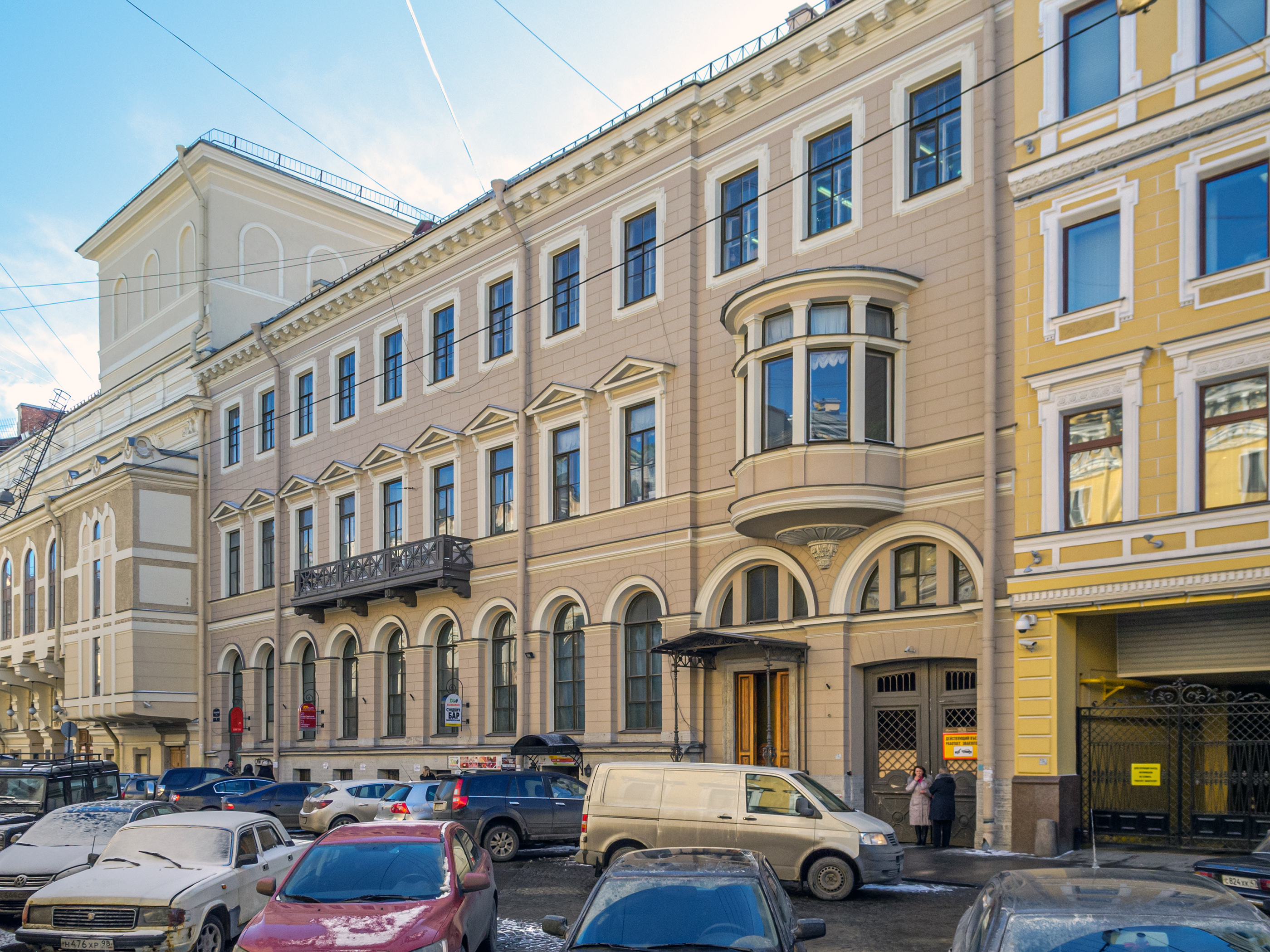
Особняк Гамбса.